# Liu Hui
Liu Hiu (ca. 220) foi um matemático do estado de Cao Wei durante o período dos Três Reinos da história da China.
Em 263 editou e publicou um livro com soluções de problemas matemáticos apresentados no famoso livro de matemática chinês conhecido como Os nove capítulos da arte matemática. A suas soluções Liu Hiu acrescentou um apêndice ao último capítulo do texto, contendo nove problemas, todos relacionados a medição de distâncias.

## Obra matemática
Juntamente com Tsu Ch'ung Chih é conhecido como um dos grandes matemáticos da China antiga.